# Until Dawn
Until Dawn es un videojuego de terror narrativo perteneciente a los subgéneros horror de supervivencia y drama interactivo desarrollado por Supermassive Games y publicado por Sony Computer Entertainment, para PlayStation 4 en 2015. Los jugadores asumen el control de ocho jóvenes que deben sobrevivir en la montaña Blackwood cuando sus vidas se ven amenazadas. El juego presenta un sistema de efecto mariposa en el que los jugadores deben tomar decisiones que pueden cambiar la historia. Todos los personajes jugables pueden sobrevivir o morir, dependiendo de las decisiones tomadas. Los jugadores exploran el entorno desde una perspectiva en tercera persona y encuentran pistas que pueden ayudar a resolver el misterio.
Until Dawn se planeó originalmente como un juego en primera persona para el controlador de movimiento PlayStation Move de PlayStation 3. Los controles de movimiento se eliminaron cuando se convirtió en un juego de PlayStation 4. La historia fue escrita por Larry Fassenden y Graham Reznick, quienes intentaron crear el videojuego equivalente a una película de terror. El equipo de desarrollo se inspiró en varias fuentes. Estos incluyen las películas Evil Dead II y Poltergeist, y los videojuegos Heavy Rain, Resident Evil y Silent Hill. Para asegurarse de que el juego diera miedo, el equipo utilizó una prueba de respuesta galvánica de la piel para medir los niveles de miedo de los jugadores cuando lo jugaban. Jason Graves compuso la banda sonora y para los gráficos se utilizó el motor de juego Decima de Guerrilla Games. Varios actores destacados, incluidos Hayden Panettiere, Rami Malek, Meaghan Martin, Brett Dalton, Jordan Fisher, Nichole Sakura y Peter Stormare, proporcionaron captura de movimiento y actuación de voz.
Until Dawn se anunció en la Gamescom 2012 y se lanzó para PlayStation 4 en agosto de 2015. Aunque Sony hizo poco esfuerzo de marketing, sus ventas superaron las expectativas. El juego recibió críticas generalmente positivas y fue nominado a múltiples premios de fin de año. Los críticos elogiaron la naturaleza ramificada de la historia, el sistema de efecto mariposa, la construcción del mundo, los personajes y el uso de «Quick time event» (eventos temporales rápidos), pero criticaron los controles. Supermassive siguió el juego con un spin-off de realidad virtual, Until Dawn: Rush of Blood (2016), y una precuela, The Inpatient (2018), mientras que un sucesor espiritual, The Quarry, se lanzó en 2022. El 4 de octubre de 2024 se lanzó una nueva versión para PlayStation 5 y Windows. Actualmente, se desarrolló una adaptación cinematográfica del juego en 2025.

## Jugabilidad
Until Dawn es un drama interactivo en el que los jugadores asumen principalmente el control de ocho jóvenes que tienen que sobrevivir en la montaña Blackwood hasta que sean rescatados al amanecer. La jugabilidad es principalmente una combinación de escenas y exploración en tercera persona. Los jugadores controlan a los personajes en un entorno lineal y encuentran pistas y elementos.
Until Dawn es un juego totalmente rejugable, lo que permitirá que podamos repetir una partida tantas veces como para crear una nueva historia con distintas decisiones y terminaciones. Su sistema de juego está basado en el Efecto Mariposa, que será el motor/mecanismo principal del juego que permitirá desbloquear los diferenciales eventos que ocurran en el mismo con las decisiones tomadas. Estas decisiones pueden tener consecuencias positivas o negativas que intervendrán en el futuro de manera totalmente inesperada. El jugador tendrá que encontrar objetos a modo de «pistas» que ayudarán a sus protagonistas a desbloquear los secretos de Blackwood Pines mediante tótems de colores que dictaminan un futuro (cada color un futuro diferente) y objetos que tienen que ver con personajes 'históricos' en lo que a la montaña se refiere. En Until Dawn podremos meternos en la piel de ocho protagonistas (nueve si se cuenta a Beth en la introducción) que vivirán o morirán según nuestras decisiones, que cambiarán su futuro radicalmente. Cada uno contará con sus propios rasgos de personalidad y una barra de amistad con cada compañero que viaje con él, que disminuirá o aumentará según su relación con ellos a medida que avance la historia. Contará con 9 horas de juego o más, si el jugador decide explorar las diferentes zonas que lo complementan.

## Argumento
Cuando ocho amigos deciden pasar sus vacaciones invernales en una montaña alejada del resto de la civilización en Blackwood Pines, las cosas no tardarán en ponerse al rojo vivo. 
Cada elección importa, cualquier acción determinará el desarrollo de la historia; tu historia.
Ponte en la piel de ocho adolescentes salidos de una película de terror para decidir quien muere o quien vive hasta el amanecer.

## Trama
El 2 de febrero de 2014, diez amigos se reúnen en un refugio situado en las montañas nevadas de Blackwood Pines en la región de Alberta (Canadá) para celebrar su escapada anual de invierno. Durante las celebraciones, algunos de los amigos (menos Sam, Josh, Chris y Beth) deciden gastar una broma a Hannah, quien está profundamente enamorada de Mike. Humillada, Hannah sale corriendo de la cabaña, y se adentra en el bosque nevado. Beth, su hermana, sale en busca de ella mientras el resto se queda en la cabaña. Beth localiza a Hannah llorando en un pequeño claro y la consuela. De repente, ellas oyen un ruido violento y corren de un acosador invisible. Cuando son acorraladas en el borde de un acantilado, Hannah se resbala y cae, sujetándose de Beth. Hasta que un extraño aparece en el acantilado y le ofrece su mano a Beth, aquí ella tiene la opción de o bien dejar caer a Hannah, o soltarse del acantilado, dando consecuencia a que tanto Hannah como Beth caigan a sus muertes aparentes, para nunca ser vistas otra vez.
En el primer aniversario de la desaparición de Hannah y Beth Washington, los siete amigos restantes aceptan la invitación de Josh de vuelta a Blackwood Pines y hacen su camino al lugar. A medida que el grupo se reúne en la cabaña las cosas entre ellos han cambiado, las relaciones entre algunos han empeorado, por lo que los personajes se separan a participar de sus fiestas, su escapada aparentemente idílica rápidamente comienza a dar un giro siniestro en más de un sentido. Si dejamos que mire Matt se nota que Emily le está siendo infiel con Mike. Después de una discusión Mike y Jessica se dirigen a una cabaña de invitados para pasar un tiempo a solas, pero Jessica es secuestrada por una criatura desconocida. Mike los persigue en un intento de salvarla. Dependiendo de sus decisiones durante la persecución, él o bien la encuentra muerta o inconsciente justo antes de que ella desaparezca cuando el elevador en el que ella se encuentra cae por un hueco. Mike entonces sigue a un extraño, que se encuentra cerca de allí, sospechando que el secuestró a Jessica, hasta un hospital psiquiátrico abandonado, el cual explora y en el que descubre información sobre un accidente minero en 1952, que dio lugar a que unos mineros quedaran atrapados tras un derrumbe; uno fue capturado y torturado por doctores en el sanatorio, mientras que un reportero trató de averiguar más sobre el encubrimiento que siguió.
Ashley, Chris y Josh usan un tablero de Oüija para comunicarse con espíritus y recibir comunicación de bien Beth o Hannah. Chris es quien decide que Ashley sea la que hable con el espíritu que invocan. Josh, indignado y convencido de que Ashley y Chris están jugando con él, se va. Chris y Ashley investigan la pista que el espíritu les comunicó, pero son noqueados por un psicópata enmascarado, y Ashley es secuestrada. Chris la rastrea y encuentra a Ashley y a Josh en el extremo mortal de una trampa de estilo Jigsaw, y debe elegir entre salvar a uno de ellos. Independientemente de quién Chris elige, la sierra se dirige y mata a Josh al triturar su cuerpo por la mitad. Después de enterarse del psicópata a través de Chris, Matt y Emily localizan una torre de radio y llaman a los guardabosques de la montaña en busca de ayuda, quienes les informan que la ayuda no llegará hasta el amanecer a la mayor brevedad, ya que están medio de una tormenta. Una criatura desconocida entonces provoca que la torre se derrumbe al cortar uno de sus cables. En el caos que sigue, Emily y Matt son separados cuando Emily cae a las minas. Matt puede ser atacado por una criatura desconocida, pero escapa si utiliza una pistola de bengalas que Emily pudo haberle dado en la torre. Mientras tanto, Sam, quien ha estado tomándose un baño, es acechada por el psicópata, perseguida por toda la cabaña, dependiendo de las acciones que tome el jugador, posiblemente será capturada o con suerte logrará escapar.
Ashley y Chris buscan a Sam en el sótano y presencian múltiples eventos sobrenaturales. Ellos podrían encontrar a una inconsciente Sam o un muñeco usando su ropa antes de que el psicópata los noquee a los dos. Ambos se despiertan atados a unas sillas mientras unas sierras lentamente descienden del techo y Chris es forzado a dispararse con un arma o dispararle a Ashley, con tal de que uno de ellos viva. Mike eventualmente encuentra a Sam y la libera; los dos encuentran a Chris y a Ashley vivos desde que el arma estaba llena de salvas. El psicópata aparece y se revela como un mentalmente inestable Josh, quien les había estado jugando una sucia broma todo el tiempo. Él también revela que todos los eventos sobrenaturales los había fingido, junto con su propia muerte. No obstante, niega haber atacado a Jessica. Mike lo noquea y junto a Chris lo dejan atado en el mismo lugar donde fingió su muerte. Mientras tanto, en las minas abandonadas, Emily encuentra la cabeza de Beth y algunos objetos personales de Hannah, descubriendo así que esta había sobrevivido a la caída y enterró a su hermana. Ella se encuentra con un hombre desconocido que la rescata de criaturas que comienzan a atacarlos, dependiendo de las acciones del jugador, Emily puede escapar, morir a manos de una de las criaturas o caer en una trituradora. Durante su escape ella también podrá ser mordida por una de las criaturas. Sam, Mike, Chris, y Ashley se reúnen con Emily si ésta sobrevive del escape de las minas.
Poco después el desconocido se presenta en la cabaña ante el grupo. Les explica que las montañas están infestadas por Wendigos, antiguos humanos poseídos por espíritus luego de consumir carne humana, y que solo podrán estar a salvo hasta el amanecer, cuando los Wendigos dejen de cazar. Chris y el desconocido deciden rescatar a Josh, ya que Mike (que era el responsable de vigilarlo) lo había dejado solo al escuchar gritos. Chris y el desconocido llegan al cobertizo pero no lo encuentran, en su camino de vuelta el extraño es decapitado por uno de los Wendigos. Chris huye de regreso a la cabaña y él puede llegar a salvo, ser asesinado por uno de los Wendigos o ser abandonado a su suerte por una resentida Ashley si éste intentó sacrificarla anteriormente. Sam, Mike, Ashley, y los demás sobrevivientes dejan la cabaña por seguridad. Sí Emily fue mordida, los demás lo descubren, causando que Mike considere dispararle bajo la sospecha de que una mordida la transforme en un Wendigo. Ya sea que le dispare a Emily o la perdone, Mike decide encontrar a Josh para recuperar las llaves del teleférico y así escapar. Tras esto, Ashley lee las notas del extraño que revelan que la mordida de un Wendigo no es infecciosa, y que solo consumir la carne humana provoca la posesión de un espíritu Wendigo. Luego de descubrir este importante detalle, ella tiene la elección de mentir o ser sincera. Sí Ashley decide confesar la verdad esto molestará a Emily, quien abofetea a Ashley por insistirle a Mike en dispararle.
En el manicomio, Mike encuentra a docenas de Wendigos; lo que lo fuerza a destruir el lugar con tal de sobrevivir. Mientras tanto, Sam descubre más información sobre los Wendigos y lo sigue junto con los demás sobrevivientes. Mientras atraviesan los túneles, Ashley o Chris podrán escuchar la voz de Jessica pidiendo ayuda y tienen la opción de buscarla o reagruparse con los otros. Sí intentan buscarla, podrán ser asesinados por un Wendigo que imita la voz de Jessica. Chris, Ashley, y Emily, sí están vivos, son forzados a regresar a la cabaña por una roca que solo Sam puede atravesar. Sam continua y encuentra a Mike, posiblemente salvándolo de un Wendigo dependiendo de sus acciones en el manicomio. Mientras exploran las minas, pueden encontrar la tumba de Beth y el diario de Hannah, revelando que Hannah se vio forzada a comerse el cuerpo de Beth cuando nadie vino a rescatarla, y como consecuencia se transformó en un Wendigo. Mientras buscaban a Josh, entraran a un pasillo de las minas. Según los personajes que han muerto encontrarán los cadáveres de ellos colgados con ganchos en el techo. Extrañamente, no los verán, solo verán el cuerpo de El desconocido. Ellos encuentran a Josh en las minas sufriendo de extremas alucinaciones. Mike ayuda a Sam a alcanzar la superficie, pero la Wendigo Hannah puede secuestrar a Josh (Si el grupo descubre lo que le pasó a Hannah y este la reconoce) o matarlo, dejando a Mike sin poder hacer nada al respecto. Sam, Mike, y quien quiera que siga vivo entre Chris, Ashley, y Emily escapan de los Wendigos en la cabaña solo para encontrar a Hannah y muchos otros Wendigos dentro. Los monstruos comienzan a pelear entre ellos, dañando la cabaña en el proceso y dejando un tubo de gas suelto. El grupo entonces se las arregla para incendiar la cabaña, ya sea por medio de una bombilla rota o el encendedor de Mike, matando a todos los Wendigos dentro, mientras amanece y los sobrevivientes son rescatados por un helicóptero. Dependiendo de las acciones del jugador, no todos los personajes podrán escapar de la cabaña antes de la explosión. Mientras que, sí Matt y/o Jessica han sobrevivido hasta este punto, ellos se reagruparán e intentarán escapar de los Wendigos en las minas.
Durante los créditos, la muerte de Beth y de cualquier personaje que no haya sobrevivido la noche son reproducidas, y los supervivientes explican su versión de la historia en la comisaría. Sam u otro personaje les dice a los policías que bajen a las minas para observar lo que hay. Sí Josh no fue asesinado por Hannah, en una escena poscréditos, los policías que siguieron las instrucciones de cualquiera de los sobrevivientes, descubren que se ha alimentado del cadáver del desconocido y por lo tanto se ha transformado en un Wendigo y los ataca. Sí nadie sobrevive con excepción de Josh, la escena se desbloqueara igual con la diferencia de que Josh no es descubierto por nadie y continua alimentándose del desconocido.

## Reparto
- Brett Dalton como Michael "Mike" Munroe: Es la cara bonita y el musculitos del grupo. Mike es descrito como inteligente, resuelto y persuasivo. Odia las relaciones serias ya que es reconocido por atraer rápidamente a las féminas. En 2014, período en que las gemelas desaparecieron, él y Emily anduvieron juntos como pareja. En 2015 su noviazgo llega su fin y empieza una nueva relación con Jessica, que además, era amiga de Emily. Como delegado de clase, sabe lo que es dirigir a una multitud y por ello sueña con ser el mejor presidente de su país.
- Hayden Panettiere como Samantha "Sam" Giddings: Sincera y amable, Sam es descrita como una joven diligente, considerada y aventurera. Es una gran apasionada de la naturaleza, los animales y los retos. No tolera la violencia y el drama, por lo que se abstiene de cualquier situación que lo contenga. Es cariñosa con sus compañeros, en especial con Josh, de quien parecía estar enamorada. Ella entablaba una buenísima relación con las gemelas, en especial con la mayor de ellas, Hannah, siendo ambas grandes amigas. En un futuro, a Sam le encantaría ser activista y aportar un granito de arena en hacer del planeta un lugar más sano.
- Rami Malek como Joshua "Josh" Washington: Complejo, atento y caluroso, Josh es el mayor y único varón de los hermanos Washington. Es un chico con un gran sentido del humor (no más que el de su mejor amigo Chris) y fantasioso. Se dice que sentía algo más que una amistad por Sam. La desaparición de sus hermanas (Hannah y Beth) fue un golpe devastador para él, ya que no pasaba por la mejor etapa de su vida centrándose en su salud mental en aquel entonces. Su sueño era convertirse en un gran director de cine, al igual que su padre.
- Meaghan Martin como Jessica "Jess" Riley: La rubia explosiva del grupo. Descrita como segura, ingenua e irreverente. Aunque parece muy segura de sí misma, es todo lo contrario. Su comportamiento "natural" solo es una tapadera para ocultar sus verdaderas intenciones, que son realmente ser una chica dulce e inexperta en el amor. Sueña con ser una gran modelo y sabe que lo logrará, ya que es un libro abierto con una tapa muy bonita.
- Noah Fleiss como Christopher "Chris" Hartley: Es metódico, protector y gracioso. Es el chico nerd con más sentido del humor del grupo al que todo el mundo desea engañar y no puede. Chris es el mejor amigo de Josh y le apoya ante todo. Está enamorado de Ashley, con quien sin saberlo, tiene un cruce amoroso, y que también siente lo mismo por él. Él estaba borracho en frente de su amigo cuando los demás tramaban lo que acabaría en la fatídica desaparición de las hermanas de Josh. Es un gran apasionado de las tecnologías, por lo que desea convertirse en un gran diseñador de aplicaciones en el futuro.
- Galadriel Stineman como Ashley "Ash" Brown: La sensatez hecha persona. Ashley es académica, inquisitiva y franca. Es la típica chica que preferiría estar en casa leyendo antes que salir de fiesta. A pesar de ser muy inteligente, sus nervios le juegan una mala pasada muy a menudo convirtiendo su dulzura y carisma natural en histeria. Está profundamente enamorada de Chris, aunque él no lo sabe y ella no se atreve a decírselo. Sueña con ser una reconocida escritora.
- Jordan Fisher como Matthew "Matt" Taylor: Es el corazón puro del grupo descrito como motivado, ambicioso y activo. Es el nuevo novio de Emily, cosa que le traerá problemas, ya que él es muy inocente y ella muy lista. Su nueva relación le llevará a ser más cuidadoso y protector consigo mismo. Siempre ha sido un as en el fútbol, por lo que sabe que su futuro pertenecerá al deporte.
- Nichole Bloom como Emily "Em" Davis: Posee una personalidad muy fuerte y la describen rasgos como la inteligencia, el ingenio y la persuasión. No hay situación que pueda con esta reina del drama ya que, en cada debate, ella siempre tiene la razón. Mantuvo una larga relación con Mike, con quien al romper, siguió teniendo una buena relación. Su nueva pareja es Matt, ya que es un chico inocente y al que puede persuadir muy fácilmente. Su pasión es la moda, por lo que sabe que sus grandes resultados académicos la llevarán adónde ella quiera.
- Ella Lentini como Hannah "Han" y Beth Washington: Hannah, la hermana mediana de los Washington y la más insegura e inocente. Beth, la hermana pequeña y responsable, no solo de los hermanos Washington sino también del grupo. Ambas compartían un gran lazo de amistad mutuo y eran inseparables. Hannah también contaba con la amistad de Sam, quien siempre se preocupaba y la apoyaba en todo.
- Larry Fessenden como Jack Fiddler - El Desconocido: También conocido como el "Hombre del Lanzallamas", es el ermitaño que vive en las montañas de Blackwood Pines y el encargado de cazar a los Wendigos que habitan la zona. Fue el mismísimo hombre que estuvo a punto de salvar a las gemelas de esa fatídica caída justo después de deshacerse del Makkapitew abrasándolo en sus llamas. En los hechos de 2015 ayudó a los amigos de las gemelas para que no corrieran la misma suerte.
- Peter Stormare como Dr. Alan. J. Hill: Un hombre aparentemente inexistente. Según los hechos de la historia, el Dr. Hill era el psicólogo real que se encargaba del caso del mayor de los hermanos Washington, que se encontraba en su peor momento anímico al haber perdido a dos de las personas más importantes para él, además de atravesar un historial médico bastante preocupante. El Dr. Hill aparece en pequeñas secciones del juego llamadas "El despacho del Psicoanalista", en las que interactúa con el jugador mediante una serie de preguntas que realizará a lo largo de las sesiones.

| Personaje      | Actor Original (EE. UU) | Actor de Doblaje (España)            | Actor de Doblaje (México) |
| -------------- | ----------------------- | ------------------------------------ | ------------------------- |
| Mike           | Brett Dalton            | Juan Antonio García Sainz de la Maza | Emilio Gallardo           |
| Sam            | Hayden Panettiere       | Laura Pastor                         | Georgina Sánchez          |
| Josh           | Rami Malek              | Ricardo Escobar                      | Gabriel Ortiz             |
| Jess           | Meaghan Martin          | María Blanco                         | Karen Vallejo             |
| Chris          | Noah Fleiss             | Raúl Lara                            | Christian Strempler       |
| Ashley         | Galadriel Stineman      | Sara Heras                           | Valentina Souza           |
| Matt           | Jordan Fisher           | Javier Lorca                         | Alan Fernando Velázquez   |
| Emily          | Nichole Bloom           | Blanca Hualde                        | Mariana Ortiz             |
| Hannah         | Ella Lentini            | Ana Esther Alborg                    | Mildred Barrera           |
| Beth           | Ella Lentini            | Ana Esther Alborg                    | Carla Castañeda           |
| El Desconocido | Larry Fessenden         | Alfonso Laguna                       | Mario Arvizu              |
| Dr. Hill       | Peter Stormare          | Vicente Gil                          | Fabián Mejía              |

## Crítica
Until Dawn recibió críticas positivas por parte de los expertos. Recibió una puntuación de 80,26 % en GameRankings basado en 54 comentarios. Por otro lado, logró una puntuación de 80/100 en Metacritic basado en 84 opiniones. 
Lucy O'Brien de IGN dio una opinión positiva general del juego, dándole un 7,5/10. Elogió los ambientes de «terror», el tono y las opciones que tiene el jugador. Sin embargo le disgustaron ciertos factores y personajes del juego, como por ejemplo el Dr. Hill, y la segunda mitad de Until Dawn, sobre todo en el enfoque que toma la historia, que lo calificó como «tontería» y «descarrilado». Afirmó que el juego era defectuoso pero agradable, y pensó que la historia del juego arrastró la calidad del mismo. 
Los aficionados, en cambio, recibieron muy bien la trama y el «ambiente» del juego, típicos de una película de terror. El miedo, la oscuridad y el gore hacen del sistema de juego de Until Dawn muy original y a su vez muy tétrico.
En Japón fueron censuradas algunas escenas de gore y violencia explícita.

## Ventas
En Japón fue el sexto juego más vendido de la semana, llegando a vender 17.472 copias. La liberación de Until Dawn, así como de Dragon´s Dogma proporcionaron un ligero aumento en las ventas de PlayStation 4.
En Reino Unido fue el segundo juego más vendido de la semana del 29 de agosto de 2015, debutando en esa misma posición en la lista de ventas de Reino Unido, por detrás de Gears of War.

## Adaptación
En enero de 2024, Sony anunció que habían comenzado a trabajar en una adaptación cinematográfica del juego. El proyecto fue dirigido por David F. Sandberg y el guion fue escrito por Gary Dauberman, quien reelaboró la versión original escrita por Blair Butler. En junio de 2024, los actores Ella Rubin, Michael Cimino, Ji-young Yoo y Odessa A'zion se unieron al proyecto. Más tarde, en julio de 2024, se reveló que el elenco también incluía a Maia Mitchell, Belmont Cameli y Peter Stormare, quien repetiría su papel del Dr. Hill. El rodaje comenzó el 5 de agosto de 2024. La película está producida por Screen Gems y PlayStation Productions. La adaptación se estrenó el 25 de abril de 2025.